# 拿破崙 (密歇根州)
拿破崙（英語：Napoleon）是位於美國密歇根州傑克遜縣拿破崙鎮區的一個普查規定居民點。

## 人口
根據2020年美國人口普查的數據，拿破崙的面積為6.85平方千米，當中陸地面積為6.79平方千米，而水域面積為0.06平方千米。當地共有人口1131人，而人口密度為每平方千米165.11人。